# Tihanyi kódex

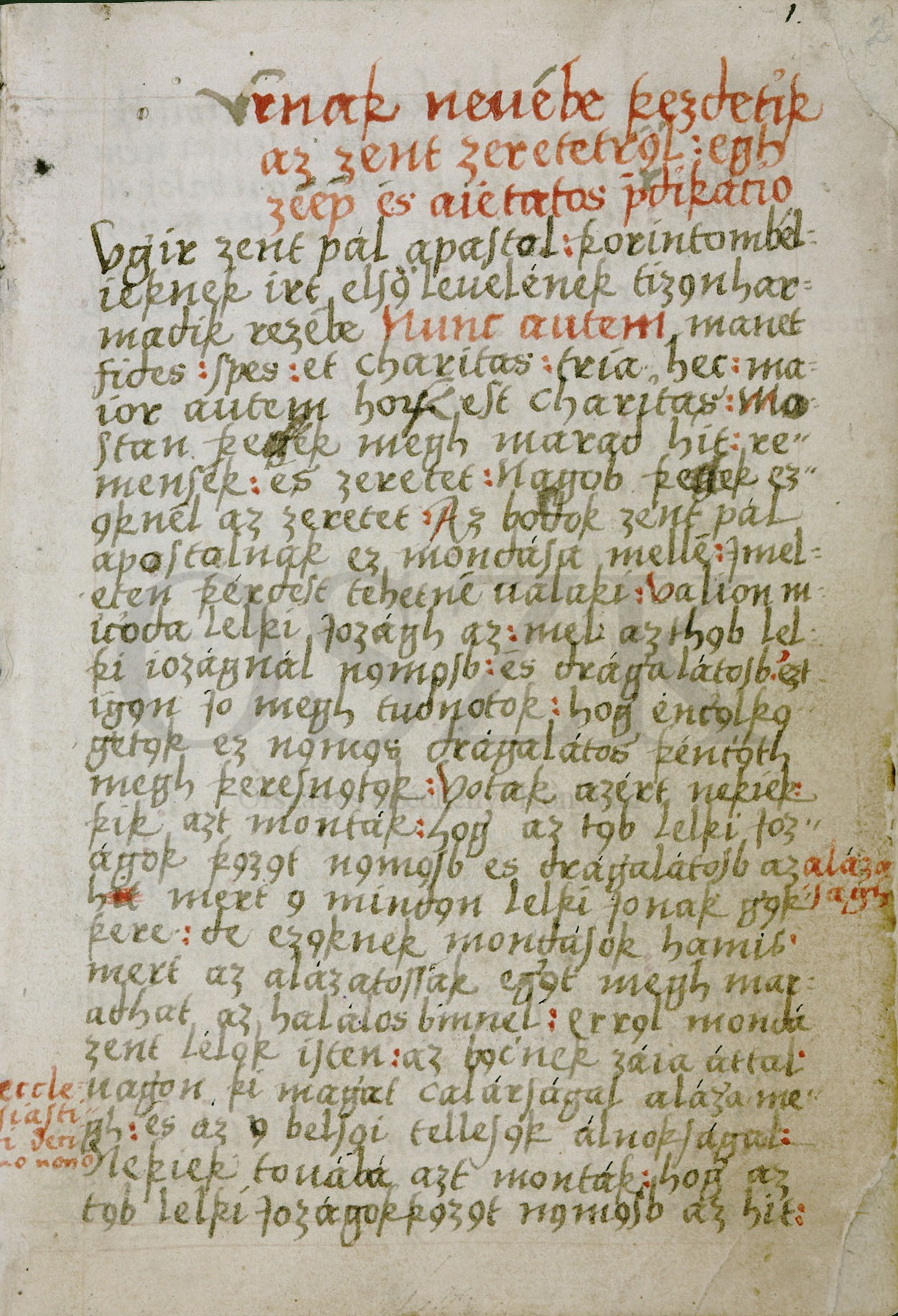
A Tihanyi kódex első levele.

Tihanyi kódex név alatt ismeretes egy késő középkori magyar nyelvemlék.
A Tihanyi kódex az óbudai klarisszák számára készült 1530 és 1532 között. A 200 levél terjedelmű alkotást 1530–1532-ben másolta egy ismeretlen nevű ferences rendi szerzetes. A mű legendákat és prédikációkat tartalmaz. Nevét a tihanyi bencés könyvtárról kapta, ahol őrzik. Volf György adta ki először a Nyelvemléktár VI. kötetében 1877-ben.

## Kiadások
- Tihanyi codex, közzéteszi: VOLF György, Budapest, 1877. (Nyelvemléktár, 6.) Archiválva 2018. augusztus 17-i dátummal a Wayback Machine-ben
- Tihanyi Kódex 1530–1532. Közzéteszi: Kovács Zsuzsa, Budapest, Magyar Nyelvtudományi Társaság, (Régi Magyar Kódexek, 31.), 2007.